# Domingo Ferraris
Domingo Manuel Ferraris (Buenos Aires, ... – ...; fl. XX secolo) è stato un calciatore argentino, di ruolo centrocampista e attaccante.

## Caratteristiche tecniche
In Argentina giocò come ala, sia sulla fascia sinistra (1927-1928) che su quella destra (1929). In Italia ricoprì il ruolo di mediano.

## Carriera
Ha esordito in Serie A con la maglia del Torino il 27 ottobre 1929 in Genoa-Torino (1-0).